# 钦州僮族自治县
钦州僮族自治县，中国旧县名。
1964年改钦县置，治所在今广西壮族自治区钦州市。原属广东省，1965年划归广西壮族自治区，改为钦州县。 